# ペンタコルド
ペンタコルド（『ペンタコード』とも、ギリシア語:Pentachord）とは、音階または音列中の（連続した）5音からなる部分のこと。たとえば、全音階においては"ド、レ、ミ、ファ、ソ"、あるいは"レ、ミ、ファ、ソ、ラ"はペンタコルドである。
なお、全音階は、移調してもお互いが重なり合わないようなペンタコルドを、全部で（7個ではなく）5個だけ含んでいる。
2個少なくなるのは、"ド、レ、ミ、ファ、ソ"と"ソ、ラ、シ、ド、レ"、"レ、ミ、ファ、ソ、ラ"と"ラ、シ、ド、レ、ミ"は、それぞれ移調により同一視できるためである。